# Microsoft Windows 3
もしかして
- Microsoft Windows 3.x

ではありませんか？